# Julius Nepos
Julius Nepos († 480) byl západořímský císař v letech 474 až 475. Před uchopením moci působil jako vojenský velitel a faktický vládce polonezávislé provincie Dalmácie. Oženil se s neteří manželky východořímského císaře Leona I., který ho podpořil jako uchazeče západního trůnu proti císaři Glyceriovi. V červnu 474 se vylodil nedaleko Říma, načež Glyceria bez boje sesadil.
Nepotovo panování nemělo dlouhé trvání, neboť již v srpnu dalšího roku ho ukončila vzpoura generála Oresta. Ten dosadil na trůn v Itálii svého nedospělého syna Romula Augusta, zatímco Nepos odplul zpět do Dalmácie. Tam setrval až do své smrti o pět let později, kdy ho zavraždili vlastní vojáci. Nepos byl i po svém svržení uznáván Východem za legitimního císaře a tento titul nepřestal užívat do konce svého života. Někteří historikové ho proto považují za posledního západořímského panovníka.

## Život

### Nabytí trůnu
Julius Nepos byl synem římského generála (magister militum) Nepotiana, sloužícího kolem roku 460 v Hispánii. Jeho strýcem z matčiny strany byl magister militum Marcellinus, jenž si na přelomu padesátých a šedesátých let 5. století vytvořil vlastní mocenskou základnu v římské provincii Dalmácii. Po Marcellinově zavraždění v roce 468 získal Nepos kontrolu nad Dalmácií a velení nad tamějšími vojenskými silami. Když byl o čtyři roky později v Itálii zabit západní císař Anthemius, východořímský vládce Leon I. oženil Nepota s neteří své manželky Veriny. Někdy v této době ho rovněž obdařil titulem patricia a ustavil ho vrchním velitelem v Dalmácii (magister militum Dalmatiae).
V březnu 473 patricius Gundobad pozvedl na západní trůn velitele gardy Glyceria, přestože právo vybrat nového císaře příslušelo Leonovi, tehdejšímu jedinému římskému panovníkovi. Leon se v reakci na to rozhodl jmenovat Nepota do čela výpravy, jež měla Glyceria zbavit vlády. Pravděpodobně tak učinil až po několikaměsíčním váhání, protože příchod zimy zabránil Nepotovi v zahájení akce ještě v témže roce. Třebaže Leon mezitím zemřel, Nepos si udržel podporu východního dvora pro chystané tažení i za jeho nástupce Zenona.
Na jaře následujícího roku dalmatský velitel vyrazil po moři do Itálie a přistál v Portu, v nevelké vzdálenosti od Říma. Glycerius nekladl žádný odpor a vzdal se Nepotovi, který ho dal vysvětit na biskupa v dalmatském městě Salona (dnešní Solin). Krátce nato, 19., nebo 24. června 474, byl Nepos prohlášen v Římě za císaře. Prameny se vesměs shodují, že se chopil moci až po svržení Glyceria. Jordanes ovšem uvádí, že východní císař prostřednictvím svého klienta nejprve ustavil Nepota v Ravenně za císaře a ten poté sesadil uzurpátora Glyceria.

### Vláda
O Nepotově činnosti během jeho krátkého panování se zachovaly jen velmi omezené informace. V Itálii nechal razit solidy v Římě, Ravenně a Mediolanu (Milán). Malé množství mincí bylo vyraženo také v galském městě Arelate (Arles), což svědčí o císařově zájmu o tuto oblast. Stříbrné mince s jeho jménem se objevily i v severní Galii, ovládané galorománským vojevůdcem Syagriem. Úzké vztahy mezi dvory v Ravenně a Konstantinopoli dokládají Nepotem ražené mince se jmény východních císařů Zenona a Leona II. Navzdory tomu ale Nepos neobdržel z Východu žádnou vojenskou pomoc.
Rostoucí lhostejnost Konstantinopole k vývoji na Západě potvrdila mírová smlouva uzavřená v roce 474 mezi Zenonem a vandalským králem Geiserichem. Pokračující útoky Vandalů a drancování pobřeží Itálie přiměly Nepota k vyjednávání. Vzhledem k zjevné slabosti západní říše císaři nezbylo než uznat nadvládu Vandalů nad Afrikou, Sicílií, Sardinií, Korsikou a Baleárskými ostrovy.
Jakmile polevilo nebezpečí vandalských nájezdů, Nepos se pokusil o obnovení autority říše v Galii. Při tom se musel potýkat s výbojnými Vizigóty, vedenými králem Eurichem, kteří v letech 473 až 474 obsadili většinu dnešní Provence a ohrožovali i Itálii. Nepos jmenoval Ecdicia, syna někdejšího císaře Avita, proslulého odhodlanou obranou města Arvernum (Clermont-Ferrand), patriciem a povýšil ho do hodnosti magister militum praesentalis. Z líčení Ecdiciova švagra, básníka Sidonia Apollinara, je patrné, že tímto krokem vyvolal značný entuziasmus v řadách loajální galské aristokracie. V roce 475 císař zahájil diplomatické jednání s Eurichem, vedené prostřednictvím biskupa Epifania z Pavie. V něm pak pokračovala delegace čtyř biskupů z jižní Galie vyslaná v témže roce k vizigótskému dvoru v Tolose (Toulouse). Veškeré naděje Sidonia nicméně pohasly, když emisaři odsouhlasili odstoupení oblasti Auvergne Vizigótům výměnou za jejich stažení z Provence. Nepos poté povolal Ecdicia do Itálie, kde ho nahradil magister militum Orestes.

### Vyhnání a smrt
Nepos jmenoval Oresta, bývalého tajemníka hunského krále Attily, aby posílil loajalitu italského vojska, a upevnil tak svoji pozici. Generál se však záhy vzbouřil a v čele ozbrojené moci vyrazil k Ravenně, kde se zdržoval císař. Za těchto okolností se Nepos rozhodl opustit svoji rezidenci a 28. srpna 475 odplul přes Jaderské moře zpět do Dalmácie. Orestes o dva měsíce později učinil svého nedospělého syna Romula v Ravenně císařem. Prameny se takřka nezmiňují o příčinách vzpoury proti Nepotovi. Moderní badatelé zmiňují jako pravděpodobný důvod nespokojenost armády nebo spekulují o zapojení římského senátu.
V Konstantinopoli odmítli akceptovat Romula Augusta jako nového západního císaře, neboť za něho nadále považovali Nepota, vypuzeného do Dalmácie. Koncem srpna 476 barbarský velitel italského vojska Odoaker porazil a zabil Oresta a zanedlouho sesadil Romula Augusta. Následně vyslal poselstvo do Konstantinopole, aby sdělilo Zenonovi, že na Západě již není třeba žádného císaře. V témže čase se Nepos obrátil na Zenona se žádostí o finanční prostředky a vojsko, s jehož pomocí by mohl znovu získat kontrolu nad Itálií. Zenon ve své odpovědi Odoakerovi fakticky uznal jeho vedoucí postavení v Itálii, když ho oslovil jako patricia, a zároveň ho vyzval, aby Nepota uvedl zpět na trůn. Nepotovi zaslal dopis plný sympatií, v němž vyjádřil pochopení pro jeho složitou situaci. Přes naléhání císařovny Veriny mu však neposkytl žádnou hmatatelnou podporu.
Odoaker projevoval formální respekt vůči Nepotovi a nechal v Mediolanu a Ravenně razit solidy se jmény obou císařů. Ve skutečnosti vládl Itálii zcela nezávisle jako suverénní král a neměl zájem učinit cokoli, čím by Nepotovi dopomohl k moci. Nepos se přesto nevzdal svého nároku na trůn, a dokonce snad konal přípravy k jeho opětnému získání. Tomuto záměru se ale vzepřeli jeho vlastní stoupenci v Dalmácii. Na jaře 480 komité Viator a Ovida zavraždili Nepota v jeho venkovském sídle nedaleko Salony. Byzantský historik Malchos tvrdí, že do spiknutí proti němu se zapojil také jeho předchůdce Glycerius. Prameny se rozcházejí ohledně data Nepotova usmrcení, k němuž mělo dojít 25. dubna, či 9. května, případně 22. června 480. Odoaker brzy využil Nepotovy smrti jako záminky ke vpádu do Dalmácie a po vítězství nad Ovidou ji připojil ke svému království.
Ačkoli posledních pět let svého života strávil Nepos mimo Itálii, po celou dobu stále užíval císařský titul. Někteří novodobí historikové ho tak vnímají jako posledního západořímského císaře.